# Kościół Nawiedzenia Najświętszej Marii Panny w Psarach
Kościół Nawiedzenia Najświętszej Marii Panny w Psarach – rzymskokatolicki kościół parafialny należący do parafii pod tym samym wezwaniem (dekanat dobrski diecezji włocławskiej).
Obecna świątynia powstała w latach 1911–1913 według projektu architekta Jarosława Wojciechowskiego. Budowla jest murowana, wzniesiona została z cegły, otynkowana, usytuowana na podmurówce z kamienia, wybudowana na planie wydłużonego prostokąta. Prezbiterium o szerokości nawy głównej, zamknięte jest prosto z nieznacznie ściętymi narożnikami. Nawę główną nakrywa wysoki dach czterospadowy, z kolei nawy boczne nakryte są dachami pulpitowymi. Z lewej i prawej strony prezbiterium usytuowane są: kaplica i małe pomieszczenie magazynowe, po stronie zachodniej znajduje się wysoka wieża z dzwonnicą na planie kwadratu, nakryta dachem dwuspadowym zwieńczona iglicą. W kalenicy jest umieszczona sygnaturka nakryta daszkiem czterospadowym wspartym na czterech kolumnach. Dachy pokrywa blacha miedziana. Wnętrze kościoła jest trzynawowe o układzie bazylikowym z nawą główną o dwóch przęsłach. Nawę główną i prezbiterium nakrywa sklepienie kolebkowe, z kolei nawy boczne nakryte są kolebką opartą na łuku odcinkowym. Wejście główne jest umieszczone w szerokiej wnęce i poprzedzone jest rodzajem portyku w kształcie ryzalitu opartego na konsolach. Otwory okienne i drzwiowe mają kształt prostokąta. Budowla była wielokrotnie remontowana i zachowała się w dobrym stanie.
Do wyposażenia i wystroju świątyni należą m.in. ołtarz główny wykonany w 1913 roku, ozdobiony portretami 12 apostołów autorstwa Eligiusza Niewiadomskiego, ołtarz boczny w stylu rokokowym w kaplicy wykonany w 3 ćwierci XVIII wieku, ołtarz boczny prawy wykonany w XVIII/XIX wieku, prospekt organowy powstały w 1906 roku, feretrony z XIX wieku, polichromia w prezbiterium wykonana przez Eligiusza Niewiadomskiego z 1914 roku, w nawie głównej autorstwa Konstantego Mackiewicza, powstała w 1934 roku.